# Roelf Jongman

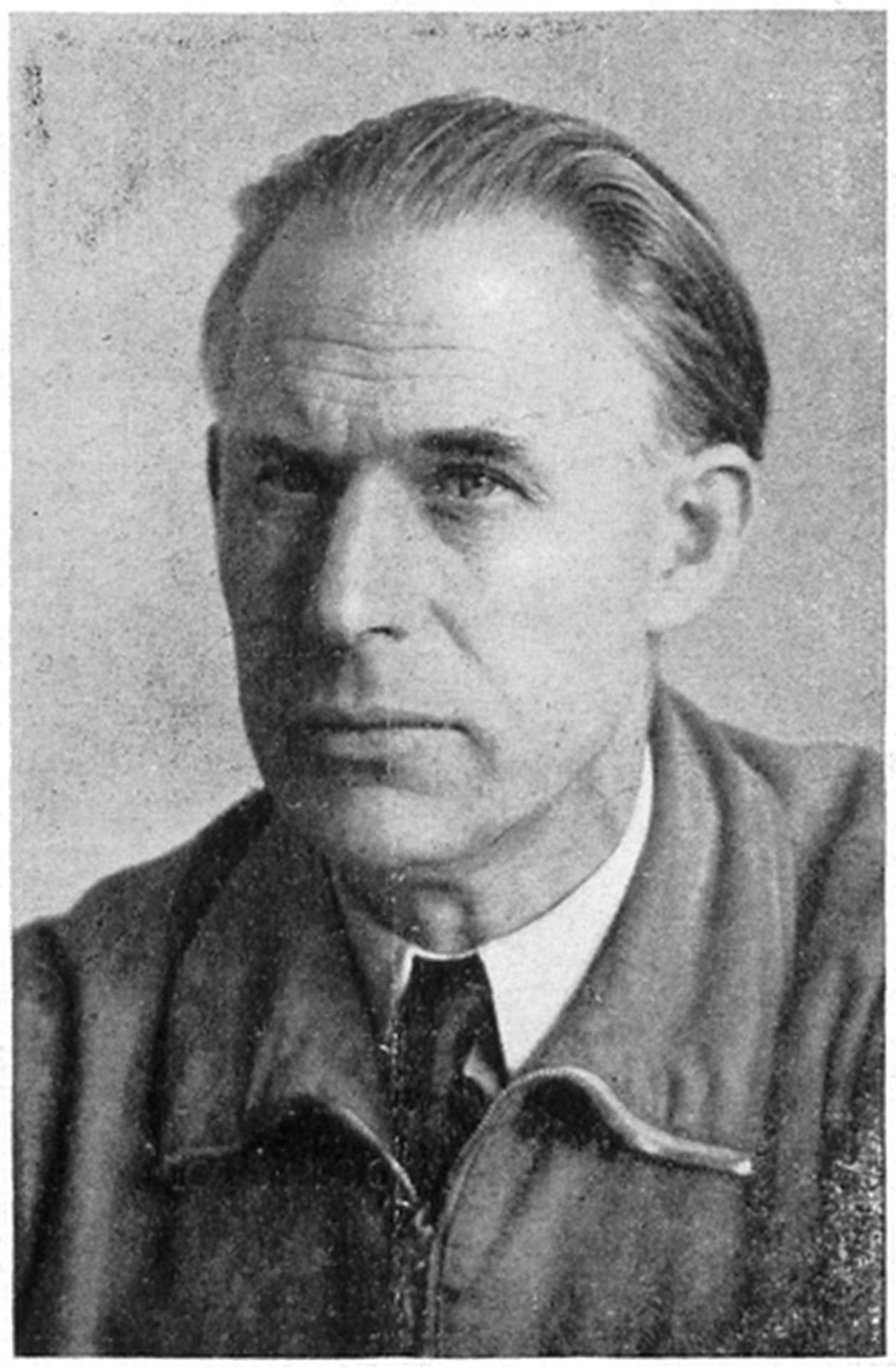
Roelf Jongman, penningmeester van kunstenaarsvereniging De Onafhankelijken, 1937.

Roelf Jongman (Tietjerksteradeel, Friesland, 7 augustus 1887 - Amsterdam, 28 juni 1958) was een Nederlands kunstschilder.
Jongman werkte in Amsterdam en Nunspeet. In 1925 was hij in Bergen, in de provincie Noord-Holland, maar keerde aan het einde van dat jaar terug naar Amsterdam. Jongman was lid en bestuurslid van 'De Onafhankelijken' in Amsterdam.
Omdat hij dat bestuurslidmaatschap tijdens de Tweede Wereldoorlog uitoefende, kreeg hij in 1946 een veroordeling van de Eereraad voor de Beeldende kunst en mocht hij een tijdlang geen bestuursfuncties meer uitoefenen. 

## Werk (selectie)
- Een Italiaans dorpsplein
- Bloemstilleven, 1930